# Нежданова, Антонина Васильевна
Антони́на Васи́льевна Нежда́нова (1873—1950) — российская оперная певица (лирико-колоратурное сопрано), педагог. Крупнейшая российская певица первой половины XX века. Народная артистка СССР (1936),  Герой Труда (1925), доктор искусствоведения (1944). 

## Биография
Родилась 4 (16) июня 1873 (по другим источникам — 17 (29) июля 1873) в селе Кривая Балка, близ Одессы (ныне в черте Одессы) в семье сельских учителей.
В детстве пела в церковных хорах. В 1883—1891 годах училась в Одесской Мариинской гимназии. С ноября 1885 до начала 1886 года обучалась игре на фортепиано в музыкальных классах при Императорском русском музыкальном обществе (ныне — Одесская национальная музыкальная академия имени А. В. Неждановой). Её музыкальной наставницей была С. Рубинштейн. После окончания гимназии работала учительницей русского и немецкого языка в Одесском городском женском училище. Посещала спектакли с участием гастролировавших в Одессе русских и итальянских певцов (М. И. Фигнер, М. Баттистини, Джакомо Гальвани), пела (главным образом народные песни) на любительских вечерах, в благотворительных концертах.
В 1902 году окончила Московскую консерваторию по классу У. Мазетти, и вскоре была приглашена солисткой в Большой театр, где служила более тридцати лет, исполняя главные партии в операх русских и зарубежных композиторов.
Наибольшую известность певицы принесли роли Антониды в опере М. И. Глинки «Жизнь за царя» и Марфы в «Царской невесте» Н. А. Римского-Корсакова. В 1912 году единственный раз в своей карьере выступила на оперной сцене Западной Европы — в Парижской опере спела партию Джильды в опере «Риголетто» Дж. Верди. Концертировала за рубежом (1922) и в городах Российской империи / СССР. В разные годы партнёрами певицы на сцене были П. Словцов, Л. Собинов, Ф. Шаляпин.
Помимо оперных партий также исполняла камерные вокальные сочинения, часто выступая в ансамбле с мужем Н. С. Головановым. В обширный репертуар (свыше 700 произведений) певицы входили произведения С. В. Рахманинова, П. И. Чайковского, Л. ван Бетховена, Ф. Шуберта, И. Ф. Стравинского и др., значительное место занимали народные — русские, украинские и белорусские песни, романсы. Участвовала в Исторических концертах С. Н. Василенко. 
Рахманинов посвятил Неждановой — близкой подруге своей жены — свой «Вокализ». Премьера этого сочинения (в исполнении Неждановой) состоялась в зале петербургского Дворянского собрания 5 февраля 1916 года.
По отзывам критики, голос певицы отличался прозрачностью, верностью интонации и виртуозностью колоратуры. Не обладая большим, тем более красивым от рождения голосом, певица, по мнению исследователей, в результате упорных занятий значительно расширила диапазон своего голоса, достигла полноты звучания во всех регистрах, широкой кантилены, блестящей виртуозности. К. С. Станиславский писал: 
Дорогая, чудесная, удивительная Антонина Васильевна! Знаете ли, чем Вы прекрасны и почему Вы гармоничны? Потому что в Вас соединились: серебристый голос удивительной красоты, талант, музыкальность, совершенство техники с вечно молодой, чистой, свежей и наивной душой. <…> Вы, как птица, поете потому, что Вы не можете не петь, и Вы одна из тех немногих, которые будут превосходно петь до конца Ваших дней, потому что Вы для этого рождены на свет. Вы — Орфей в женском платье, который никогда не разобьет своей лиры. Как артист и человек, как Ваш неизменный почитатель и друг я удивляюсь, преклоняюсь перед Вами и прославляю Вас и люблю.
В советское время продолжала вести широкую музыкально-общественную деятельность: участвовала в шефских концертах для рабочих, крестьян, воинов Красной Армии. С 1924 выступала на радио, записывалась на грампластинки.
С 1936 года преподавала в оперной студии Большого театра, в Оперной студии имени К. С. Станиславского, в 1943—1950 годах — в Московской консерватории (с 1943 года — профессор). Среди её учеников — И. И. Масленникова, А. Д. Масленников, М. П. Максакова, Т. А. Воскресенская, Л. О. Гриценко, Р. В. Котова, Л. В. Лубенцова, Н. Добриянова (Болгария) и другие.
Автор многих статей по вокальному искусству. Под её редакцией вышло 11 сборников вокальных произведений.
Умерла 26 июня 1950 года в Москве. Похоронена 29 июня на Новодевичьем кладбище (участок № 3, фото могилы).

### Семья
Муж — Николай Голованов (1891—1953), дирижёр, хормейстер, пианист, композитор, педагог. Народный артист СССР (1948).
Двоюродный брат — Владимир Касьянов (1883—1960), актёр, кинорежиссёр.

## Награды и звания
- Заслуженная артистка Императорских театров (май 1912)[8]
- Заслуженная артистка Республики (06.04.1920)[9]
- Народная артистка Республики (09.01.1925)[10]
- Народная артистка СССР (1936)
- Герой Труда (1925)
- Сталинская премия первой степени (1943) — за многолетние выдающиеся достижения в области театрально-вокального искусства[11]
- Два ордена Ленина (02.06.1937 — за выдающиеся заслуги в деле развития оперного и балетного искусства, ?)
- Орден Трудового Красного Знамени (06.05.1933)
- Медаль «За доблестный труд в Великой Отечественной войне 1941—1945 гг.»
- Медаль «В память 800-летия Москвы»
- Доктор искусствоведения (1944)

## Партии

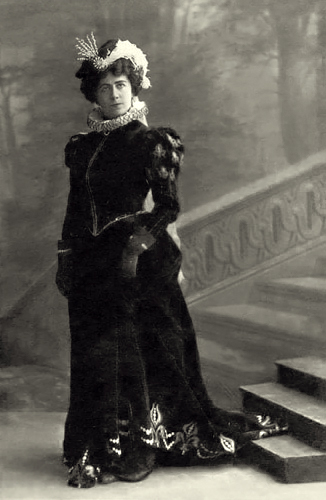
В опере Джакомо Мейербера «Гугеноты»

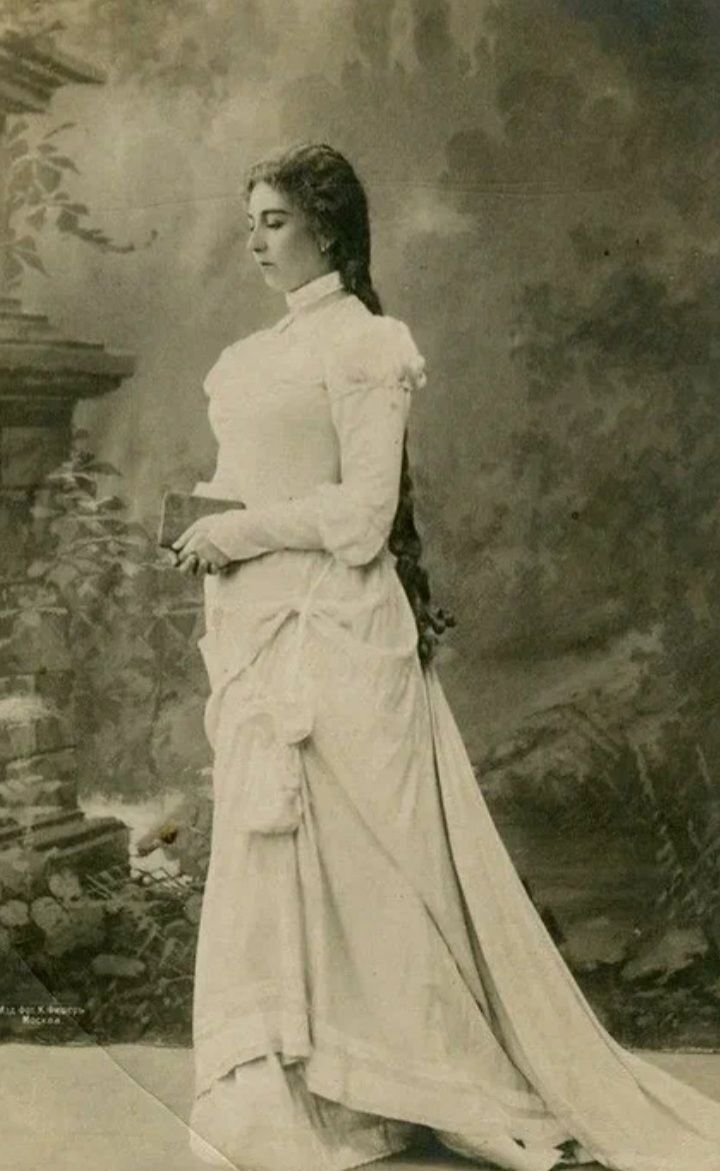
В опере П. И. Чайковского «Евгений Онегин»

- Миссис Форд («Виндзорские проказницы» О. Николаи, 16 апреля 1900 года)[12]
- Констанца («Похищение из сераля» В. А. Моцарта, 4 апреля 1902 года)[13]
- Антонида («Иван Сусанин» М. И. Глинки, 23 апреля 1902 года)
- Джильда («Риголетто» Дж. Верди, 4 октября 1902 года)
- Людмила («Руслан и Людмила» М. И. Глинки, 5 ноября 1902 года)
- Герхильда («Валькирия» Р. Вагнера, 12 декабря 1902 года)
- Альмавива («Севильский цирюльник» Дж. Россини, 18 января 1903 года)[14]
- Микаэла («Кармен» Ж. Бизе, 21 января 1903 года)
- Джульетта («Ромео и Джульетта» Ш. Гуно, 29 января 1903 года)
- Маргарита («Фауст» Ш. Гуно, 15 апреля 1903 года)
- Маргарита Валуа («Гугеноты» Дж. Мейербера, 6 октября 1903 года)
- Забава Путятична («Добрыня Никитич» А. Т. Гречанинова, 14 октября 1903 года; первая исполнительница)
- Лакме («Лакме» Л. Делиба, 12 ноября 1903 года)
- Птичка («Зигфрид» Р. Вагнера, 13 ноября 1903 года)
- Лейла («Искатели жемчуга» Ж. Бизе, 3 декабря 1903 года)
- Прилепа («Пиковая дама» П. И. Чайковского, 26 октября 1904 года)
- Виолетта («Травиата» Дж. Верди, 14 декабря 1904 года)
- Офелия («Гамлет» А. Тома, 11 января 1905 года)
- Церлина («Фра-Дьяволо» Д. Обера, 13 февраля 1905 года)
- Царица ночи («Волшебная флейта» В. А. Моцарта, 27 января 1906 года)
- Волхова («Садко» Н. А. Римского-Корсакова, 24 октября 1906 года)
- Татьяна («Евгений Онегин» П. И. Чайковского, 1 ноября 1906 года)
- Снегурочка («Снегурочка» Н. А. Римского-Корсакова, 27 декабря 1907 года)
- Эльза («Лоэнгрин» Р. Вагнера, 10 декабря 1908 года)
- Утрата («Зимняя сказка» К. Гольдмарка, 20 февраля 1909 года)
- Шемаханская царица («Золотой петушок» Н. А. Римского-Корсакова, 6 ноября 1909 года)
- Мими («Богема» Дж. Пуччини, 19 января 1911 года)
- Филина («Миньон» А. Тома, 9 ноября 1912 года)
- Розина («Севильский цирюльник» Дж. Россини, 15 ноября 1913 года)
- Манон («Манон» Ж. Массне, 11 февраля 1915 года)
- Марфа («Царская невеста» Н. А. Римского-Корсакова, 2 февраля 1916 года)
- Герда («Оле из Нордланда» М. И. Ипполитова-Иванова, 8 ноября 1916 года; первая исполнительница)
- Царевна («Кащей Бессмертный» Н. А. Римского-Корсакова, 25 января 1917 года)
- Иоланта («Иоланта» П. И. Чайковского, 25 января 1917 года)
- Царевна-лебедь — «Сказка о царе Салтане» Н. А. Римского-Корсакова, 5 ноября 1920 года)
- Ольга — «Русалка» А. С. Даргомыжского, 10 мая 1924 года)
- Парася («Сорочинская ярмарка» М. П. Мусоргского, 10 января 1925 года)
- Нинетта («Любовь к трём апельсинам» С. С. Прокофьева, 19 мая 1927 года)

## Память
- На здании Одесской Мариинской гимназии установлена мемориальная доска певице.
- С 1950 года Одесская консерватория (ныне Одесская национальная музыкальная академия) носит имя А. Неждановой.
- В Одессе недалеко от района Кривая Балка улица названа в честь А. В. Неждановой
- В честь А. В. Неждановой названа улица в Волгограде[15].
- Оперному классу Московской консерватории в 1951 присвоено имя А. Неждановой.
- В Москве, на доме № 7 по Брюсову переулку (в 1962—1993 — улица Неждановой), где жила певица, установлена мемориальная доска; в 1951 здесь был открыт Музей-квартира А. Неждановой, в 1952 — Вокально-творческий кабинет имени А. Неждановой.
- Певице посвящён вокализ С. В. Рахманинова, одно из самых известных его произведений для голоса и фортепиано.
- В честь А. В. Неждановой назван астероид (4361) Нежданова, открытый в 1977 году советским астрономом Л. И. Черных.
- В 2024 году в Москве в «ВЭБ Центре» на Новинском бульваре прошла выставка «Антонина Нежданова. Наследие», приуроченная к старту работ по возрождению вокально-творческого кабинета в честь оперной певицы[16].

### Вокально-творческий кабинет
В 2024 году началось воссоздание вокально-творческого кабинета имени Антонины Неждановой. Он располагается в бывшей квартире оперной певицы в Брюсовом переулке в Москве (в так называемом Доме артистов Большого театра). Возрождение кабинета проводится по инициативе и благодаря личной поддержке государственного деятеля Игоря Шувалова.
Впервые вокально-творческий кабинет имени Неждановой был открыт в этом месте в 1952 году усилиями её супруга Николая Голованова. Помимо творческих вечеров, здесь с 9 октября 1965 года проходили съёмки популярной передачи Центрального телевидения «На улице Неждановой» с участием известных артистов советских театров. Впоследствии кабинет был утрачен.